# 十進化
十進化（英: decimalisation）とは、物理単位を10の冪に基づく体系に移行することである。伝統的な度量衡は単位間の関係が1/2や1/12などバラバラになっており複雑な換算を必要とする。長さや質量といった単位の十進化がメートル法の導入に付随して進んだ（伝統的な単位系を十進化しようとした例もある:十進インチ）。その顕著な例外がアメリカ合衆国である。1キロメートル=1000メートルであるが、1マイル=1760ヤードとなる。電磁気量の単位系は全世界的に十進化されている。時間の単位は十進化されていない。フランス革命時に十進化時間が試みられたが、普及しなかった。
メートル法化により複数の国で共通の単位系が用いられるようになった一方で、各国はそれぞれ固有の通貨を有している。通貨の十進化とは、それぞれの国で通貨をそれまでの非十進的な体系から10の冪に基づく体系に切り替えることである。基本となる通貨単位に対して補助単位を10の冪で（一般的には1/100の価値に）設定する。

## 単位系の十進化
伝統的な単位系は身体尺の採用などで様々な比を取り込んでしまっている（例:キュビット#分量・倍量単位）。ヨーロッパでは十進命数法とローマ数字が使われていたが、アラビア数字とそれによる計算法が普及するのには長い時間がかかった。単位系と通貨の単位を10の冪で構成し十進法を日常目的で活用するというアイディアがシモン・ステヴィンにより提案されたのは1585年のことである。 1790年代、フランス革命から始まった一連の改革の一部として、メートル法が開発された。その受容はフランスでも他の国でも漸進的なものであったが、今日においてはほぼ世界中で通用するようになった。
1795年のメートル法導入時に、それと合わせてキロやミリなど7種類の接頭語が制定され、1つの基本単位との組み合わせで8種類の異なるスケールで単位を表すことができるようになった。これは後にSI接頭語として、2021年現在までに20種類が制定されている。
中国では紀元前から1丈=10尺=100寸、1斗=10升=100合といった十進化度の高い単位系が使われていた。1尺の長さは時代によって変化したが、お互いの10の冪の関係は変わらなかった。籌算を解説する複数の数学書が書かれ、そのなかで現代の十進小数のように用いられた。この単位系は東アジアに広く伝わり、日本では尺貫法の元になった。
時間の単位である分、時、日、月などは十進化されていない。フランス革命時に十進化時間、十進化暦が制定されたがいずれも普及しなかった。

## 通貨の十進化
十進化された通貨は10の冪に基づく補助単位を有する。最も一般的なのは100補助単位=1単位の関係だが、アラブ諸国などで1000補助単位=1単位となっているパターンが見られる。補助貨幣や『どういう額面の貨幣が発行されているか』とは異なる概念であるが、十進化を行う目的が金額計算の合理化であるため、通常は新額面が表示された貨幣の発行を伴う。
例:
- セントは多くの国でその基本通貨の1/100の単位を意味している。アメリカ合衆国ドルは最初から十進法で設計された。
- 1000ミリーム=1チュニジア・ディナール。
- バヌアツのバツには補助単位はない。（これもある意味最初から十進法で設計された通貨といえる。）
- モーリタニアは2018年に1ウギア=5コウムの関係を保ったまま10分の1のデノミネーションを実施し、新1コウム硬貨を含む一連の硬貨と紙幣を発行した。

歴史的には非十進的な通貨が一般的であった。イギリスのスターリング・ポンドは1971年のデシマル・デー以前は1ポンド＝20シリング＝240ペンス（1シリング＝12ペンス）であった。（これは他の国でも見られることだが）単位ではないが貨幣の額面ごとに固有の名前がついていた（イギリスの紙幣と硬貨の一覧）。1960年までペンスの分数単位の額面の硬貨も流通していた。金額の書き方は、例えば1/3ポンド=80ペンスはシリングとペンスの組み合わせに直すと6シリング8ペンスとなり、シリングとペンスの間を「/」で区切り6/8と表記した。

## デシマライゼーション (証券市場)
証券取引所での株式の取引においては、注文時の呼び値に呼び値単位が定められている。（売買は100株単位などのため、呼び値単位が例えば0.01円だとしても精算時には1円未満の端数は発生しない。）アメリカ合衆国の証券取引所は1/8ドルや1/16ドルの呼び値単位を用いていたが、2001年4月までに十進法に移行した。呼値単位は1セント以上5セント以下と定められた。同様に、イギリスにおいて通貨が十進化されたあとも長期間、国債に1/32ポンド単位の値付けが行われていた。